# Izabela z Lusignan
Izabela z Lusignan, Izabela z Antiochii (ur. ok. 1216, zm. 1264) – w latach 1261–1264 regentka Królestwa Jerozolimskiego.
Była córką Hugona I Cypryjskiego i Alicji z Szampanii. W 1233 poślubiła Henryka z Antiochii (Henryka de Poitiers), syna Boemunda IV Jednookiego i jego pierwszej żony Placencji Embriaco de Gibelet. Jej mąż utonął w morzu, dnia 18, 27 lub 28 czerwca 1276. Ich wszyscy potomkowie nosili nazwisko de Lusignan, a para miała dwoje dzieci:
- Hugona III Wielkiego, króla Jerozolimy i Cypru,
- Małgorzatę de Lusignan, w 1268 poślubiła Jana de Montfort, pana de Toron i Tyru (zm. 1283).

Placencja, bratowa Izabeli, jako regentka rządziła Jerozolimą w imieniu swojego syna Hugona II, ale zmarła w 1261. Izabela zajęła jej miejsce i rządziła jako regentka w latach 1263-1264, kiedy jej syna miał 29 lat zajął jej miejsce na mocy dekretu Wysokiej Rady Jerozolimy (pokonał kandydaturę swojego brata ciotecznego - Hugona de Brienne, który był synem starszej siostry Izabeli).